# Pyrnus insularis
Pyrnus insularis är en spindelart som beskrevs av Norman I. Platnick 2002. Pyrnus insularis ingår i släktet Pyrnus och familjen Trochanteriidae. Inga underarter finns listade i Catalogue of Life.